# Cuthona rubra
Cuthona rubra is een slakkensoort uit de familie van de Cuthonidae. De wetenschappelijke naam van de soort is voor het eerst geldig gepubliceerd in 1964 door Edmunds.